# Monte Queen Bess
Il Monte Queen Bess è una delle vette principali della Catena Pacifica, gruppo appartenente alla catena montuosa delle Montagne Costiere, localizzate nella regione Sud della provincia canadese della Columbia Britannica.
Il nome della montagna è in onore della Regina Elisabetta I. Ha un'altezza di 3.298 metri sul livello del mare.
La prima scalata venne eseguita nel 1942 ad opera di Don Munday, Phyllis Munday e H. Hall.